# Divoká pole

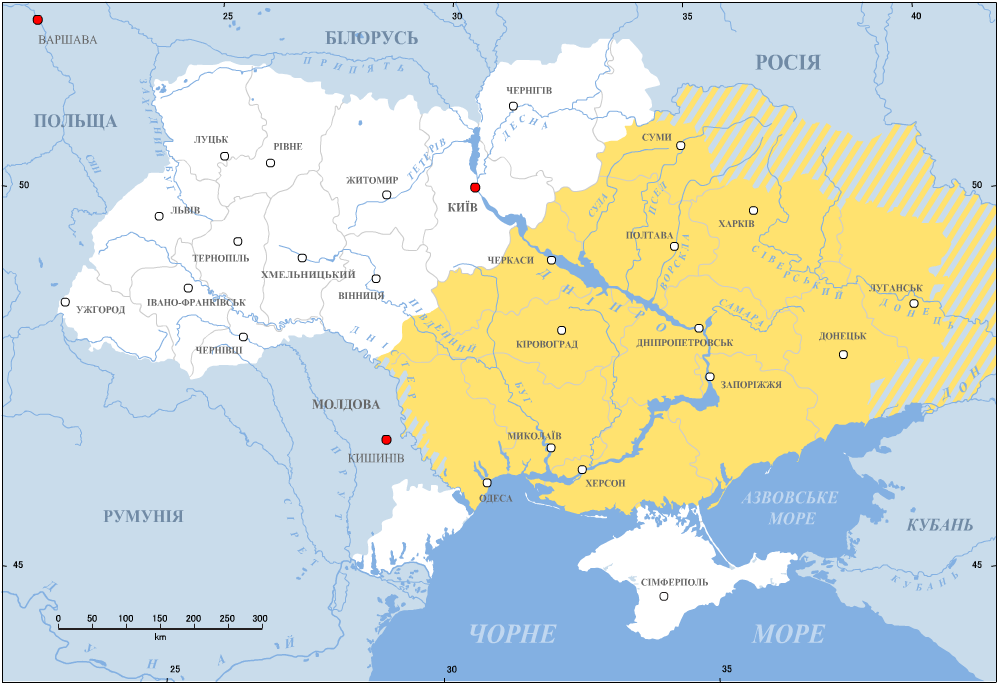
Mapa Divokých polí v 17. století

Divoká pole (ukrajinský Дике поле) je označení ukrajinských a jihoruských stepí mezi Donem, horní Okou a Dněstrem. Někteří autoři pokládají za východní hranici Divokých polí Kaspické moře.

## Historie
Stepi Divokých polí byly vhodné pro rozvoj zemědělství, dobytka a řemesel, což vedlo ke snaze o jejich kolonizaci v dobách Kyjevského státu. Většímu osídlení ovšem dlouhodobě bránily nájezdy stepních nomádů, kteří se po těchto zemích proháněli (Kimmerijci, Skythové, Sarmati, Hunové, Avaři, Chazaři, Pečeněgové, Polovci, Mongol-Tatarové atd.).
V 9.–13. století byla Divoká pole osídlena kočovnými kmeny Kumánů a Pečeněhů, poté území obsadili Mongolové a oblast patřila pod sféru vlivu tatarských států (Krymského chanátu, Nogajské hordy, atd. 14. a 15. století se stalo zvláště příznivým pro Ukrajince k usazování na Divokých polích, kdy se tyto země staly součástí Litevského velkovévodství. Pod vlivem rostoucího nebezpečí z útoků krymských Tatarů (tzv. Muravskou cestou) zde byly v 16. století vytvořeny opevněné stanice a oddíly kozáků, placených bojovníků turkického i slovanského původu, kteří měli za úkol zemi obývat a bránit před nájezdníky. Vláda Polsko-litevského soustátí považovala zemi na východ a na jih od Bílé Cerkve za neobydlené a rozdávala je magnátům a šlechtě do soukromého vlastnictví nehledě na řídké, ale existující obyvatelstvo. Po Chmelnického povstání roku 1648 se vytvořil krátce existující polosamostatný Kozácký hetmanát, který se po sérii porážek spojil s Ruskem a s Tatary. Rusko si nakonec Divoká pole rozdělila s Polskem podél řeky Dněpr. V druhé polovině 18. století byla celá oblast připojena k Rusku jako tzv. Nové Rusko a název Divoká pole se přestal užívat.